# Diego Innico Caracciolo
Diego Innico Caracciolo (Martina Franca, 18 de julho de 1759 - Nápoles, 24 de janeiro de 1820) foi um cardeal italiano.

## Biografia
Nasceu em Martina Franca em 18 de julho de 1759. Terceiro filho de Francesco Caracciolo (1734-94), décimo primeiro duque de Martina, e Stefania Pignatelli (1732-1804), dos duques de Monteleone. Ele estava destinado a uma carreira eclesiástica em uma idade jovem. Primo, por parte de mãe, do cardeal Francesco Maria Pignatelli (1794). Outros cardeais da família foram Marino Caracciolo (1535); Innico Caracciolo,sênior (1666); Innico Caracciolo, Jr (1715); Nicolò Caracciolo (1715); Giovanni Costanzo Caracciolo (1759); e Filippo Giudice Caracciolo, C.O. (1833).
Estudou no Collegio Clementino , Roma, a partir de 1767. Obteve o doutorado in utroque iure na Universidade La Sapienza , Roma. Completou sua formação jurídica sob a orientação de advogado consistorial.
Prelado doméstico de Sua Santidade em 1780. Referendário das Assinaturas da Justiça e da Graça em março de 1782. Consultor da SC das Indulgências e Relíquias em 1782. Prelado vigário do arcipreste da basílica de S. Maria in Cosmedin, Roma, em março de 1786. Governador de San Secerino, em agosto de 1786. Governador de Iesi, em agosto de 1790. Protonotário apostólico em 1793. Governador de Fermo, em março de 1794 até outubro de 1795. Chamado de volta a Roma, foi nomeado Mestre de Câmara do Papa Pio VI. Acompanhou o papa desde fevereiro de 1798 em seu exílio na Itália e na França. Ele ajudou o papa em sua morte, que tinha o dever oficial de informar a todos os cardeais. Ele foi a Veneza para o conclave. Ele foi confirmado em seu cargo pelo novo Papa Pio VII. Criado cardeal em reconhecimento ao seu serviço ao Papa Pio VI.
Ordenado em data desconhecida.
Criado cardeal sacerdote no consistório secreto do consistório de 11 de agosto de 1800; recebeu o gorro vermelho no consistório público de 14 de agosto de 1800; recebeu o título de S. Agostino no consistório secreto de 20 de outubro de 1800. Em dezembro de 1801, foi nomeado prefeito da SC das Indulgências e Relíquias. Ele foi expulso de Roma em 1808 pelos franceses e se estabeleceu primeiro em Fondi e depois em Nápoles. A pretexto de sua saúde debilitada, ele se dispensou de comparecer ao casamento do imperador Napoleão I em Paris.
Optou pela ordem dos cardeais bispos e pela sé suburbicária de Palestrina, conservando in comedamseu título de S. Agostino, 26 de setembro de 1814. Consagrado, 6 de novembro de 1814, pelo Papa Pio VII, auxiliado por Francesco Bertazzoli, arcebispo titular de Edessa em Osrhoëne, presidente da Pontifícia Academia Eclesiástica, e por Giuseppe Bartolomeo Menocchio, OESA , bispo titular de Porfireone, sacristão do Palácio Apostólico. Em junho de 1815, ele foi encarregado da negociação de um acordo entre a Santa Sé e o Reino das Duas Scilias. A concordata foi assinada em fevereiro de 1818. Em 4 de dezembro de 1818, foi nomeado prefeito do Tribunal da Assinatura de Justiça. Não pôde exercer suas funções porque ficou em Nápoles para supervisionar a elaboração da concordata.
Morreu em Nápoles em 24 de janeiro de 1820. Enterrado na catedral metropolitana de Nápoles após o funeral celebrado em 27 de janeiro.